# 기누촌
기누촌(絹村)은 도치기현 시모쓰가군의 남부 시모쓰가군에 속했던 촌이다. 이바라키현과 접했다.

## 역사
- 1889년 4월 1일 - 정촌제 시행에 의해 시모쓰가군 기누촌이 성립하였다.
- 1956년 9월 30일 - 구와촌과 합병해 구와키누촌이 되었다.